# Sully Diaz
Sully Diaz (* 11. Juli 1960 in New York City) ist eine aus Puerto Rico stammende Schauspielerin und Sängerin. Unter anderem spielte sie im Film Prinzessinnen Schutzprogramm die Rolle der Königin Sophia Fioré, Mutter von Prinzessin Rosalinda (verkörpert durch Demi Lovato).

## Filmografie (Auswahl)
- 2001: Sunstorm
- 2004: Siempre te amare
- 2004: Amores
- 2005: Cuando el universo conspira
- 2005: El cuerpo del delito
- 2006: Yellow
- 2008: La mala
- 2008: Al borde del deseo
- 2009: Prinzessinnen Schutzprogramm (Princess Protection Program)